# Vejes trafikbelastning
Vejes trafikbelastning hænger sammen med deres rolle i det samlede vejnet og færdselsbillede. Nogle vejformer er forbeholdt bestemte færdselsgrupper, fx er det for cykler og gående ikke tilladt at færdes på motorveje, og omvendt er det ikke tilladt for motorkøretøjer at færdes på cykelstier og fortove. Det er ligeledes muligt at begrænse færdselens sammensætning ved vejskiltning (fx lastbiler over en vis vægt, køretøjer over en vis højde eller bredde og så fremdeles).

## Trafikbelastningsbegreber
Omfanget af fædselen eller trafikken kan opgøres på flere måder. De vigtigste, som anvendes i vejplanlægningen, er:
1. Årsdøgntrafik (ÅDT). Ved årsdøgntrafikken (ÅDT) forstås trafikken pr. døgn opgjort som gennemsnit over hele året. Denne opgørelsesmåde anvendes som et sammenfattende udtryk for færdselsmængden på et givet sted (eller strækning).
2. Julidøgntrafik (JDT). Ved julidøgntrafikken (JDT) forstås trafikken pr. døgn opgjort som gennemsnit over dagene i juli. Julidøgntrafikken viser således trafikkens omfang i en periode præget af ferie.
3. Hverdagsdøgntrafik (HDT). Hverdagsdøgntrafikken (HDT) er fastlagt som den gennemsnitlige trafik i et hverdagsdøgn uden for sommermånederne (det vil sige juni, juli og august).
4. Månedsdøgntrafik (MDT). Månedsdøgntrafikken (MDT) er fastlagt som den gennemsnitlige trafik pr. døgn i en bestemt måned.[1]
5. Ugedøgnstrafik (UDT). Ugedøgnstrafikken (UDT) er fastlagt som den gennemsnitlige trafik pr. døgn i en bestemt uge.
6. Spidstimetrafik betegner trafikbelastningen i løbet af et døgn i den time, hvor færdselen er størst. Der skelnes som hovedregel mellem spidsbelastning om morgenen og om aftenen. Normalt regnes der med faste timer, undertiden kan timen være fastlagt "skævt" fx 15.55-16.55.[2]

## Trafiktællinger
Grundlaget for fastlæggelse af trafikbelastningen på en given vejstrækning eller et givet sted (fx et vejkryds) er som hovedregel trafiktællinger. Disse kan skelne mellem flere trafikant-typer, fx:
1. Personbil
2. Varebil
3. Sololastbil, sætteforvogn
4. Lastbil med påhæng
5. Lastbil med sættevogn
6. Bus og ledbus
7. Motorcykel, scooter og knallert
8. Knallert
9. Cykel
10. Andre køretøjer[3]

Undertiden skelnes mellem lastbiler efter antallet af hjulpar eller efter vægt hvis dette efter omstændighederne er hensigtsmæssigt.
På lignende måde kan der foretages tællinger af gående, fx i forbindelse med stier, fodgængerovergange eller andre steder, hvor sådanne trafikanter udgør en mærkbar andel af den samlede færdsel (fx ved skoler). Der kan eventuelt skelnes mellem voksne, børn, barnevogne og lignende.
Selve trafiktællingen kan ske på flere måder. Der skelnes mellem to hovedformer: maskinelt og manuelt:
1. ved maskinelle tællinger lægges to kabler over vejen. Disse er forbundne med et registreringsapparatur, som kan fastslå i hvilken retning, der køres, køretøjets hastighed og dets størrelse.
2. ved manuelle tællinger foretages tællingen af en person, der er tilstede på tællestedet. Tællingen foretages da visuelt. Sådanne tællinger har som en forudsætning, at færdselen ikke er større end, at tællingen kan gennemføres.
3. Skelnen mellem gennemkørende og ikke-gennemkørende trafik: Er der tale om begrænset færdsel, kan der foretages registrering af nummerplader to steder for derved at fastslå, om en bil er gennemkørende på en vis strækning eller ej.

## Bearbejdning af tællinger
En færdselstælling er begrænset i sin udstrækning. Det er derfor nødvendigt at efterkontrollere dens resultater og omregne den til en "normaltælling". Dette sker ved omregningsfaktorer, der er fastlagt ud fra erfaringer i trafikkens udsving i løbet af døgnet, ugen, måneder (hvorimod udviklingen over år må bestemmes ved fornyede tællinger).

## Anvendelse
Færdselstællinger kan anvendes på flere måder, fx:
1. ved vejprojekteringen: om vejen skal ombygges under hensyn til færdselsmængde og -hastighed,
2. ved vejplanlægningen: om og på hvilken måde et vejanlæg kan forventes at påvirke det samlede færdselsmønster (fx aflastningsveje, omfartsveje), eller fx omvendt lukning af en vejstrækning vil påvirke belastningen af andre veje,
3. ved beregning af uheldstæthedspotentialer, det vil sige den mulige sandsynlighed for færdselsuheld mellem biler og cyklister (beregnes som døgnbiltrafik x døgncykeltrafik på en given strækning og udtrykkes x105).